# Giro della Provincia di Reggio Calabria 1995
Il Giro della Provincia di Reggio Calabria 1995, cinquantacinquesima edizione della corsa, si svolse il 25 marzo 1995 su un percorso di 196 km, con partenza da Melito di Porto Salvo e arrivo a Reggio Calabria. La vittoria fu appannaggio dello svizzero Pascal Richard, che completò il percorso in 5h40'00", alla media di 34,588 km/h, precedendo gli italiani Riccardo Forconi e Davide Rebellin.
La corsa tornò a disputarsi dopo un anno d'assenza.

## Ordine d'arrivo (Top 10)
| Pos. | Corridore            | Squadra                 | Tempo    |
| ---- | -------------------- | ----------------------- | -------- |
| 1    | Pascal Richard       | MG Maglificio-Technogym | 5h40'00" |
| 2    | Riccardo Forconi     | Amore & Vita            | s.t.     |
| 3    | Davide Rebellin      | MG Maglificio-Technogym | s.t.     |
| 4    | Fabiano Fontanelli   | ZG Mobili-Selle Italia  | a 0'40"  |
| 5    | Massimiliano Lelli   | Mercatone Uno-Saeco     | s.t.     |
| 6    | Simone Borgheresi    | Amore & Vita            | s.t.     |
| 7    | Felice Puttini       | Refin                   | s.t.     |
| 8    | Heinz Imboden        | Refin                   | s.t.     |
| 9    | Francesco Casagrande | Mercatone Uno-Saeco     | s.t.     |
| 10   | Ruggero Borghi       | Mercatone Uno-Saeco     | a 1'04"  |